# 김정욱 (작곡가)
김정욱은 대한민국의 작사가, 작곡가, 음반 프로듀서이다.

## 학력:경희대예술경영학박사
- 경희대학교 음악대학 작곡과 졸업

## 경력
- 해군 홍보단 전역
- 상명대학교 대학원 편곡법 강사
- 사랑과 평화 그룹의 멤버로 활동
- 들국화 그룹의 객원 맴버로 활동
- MBC 관현악단 편곡자로 활동
- MBC 관현악단 음악감독 활동
- 국악방송 오케스트라 단장 역임
- 숭실대 음악학과 전임교수 재직
- 2022 ~ 제24대 한국음악저작권협회 이사

## 대표곡
- 1987 작사, 작곡 - 사랑이 저만치 가네 (김종찬)
- 1987 작사, 작곡 - 순결한 사랑 (김종찬)
- 1988 작사, 작곡 - 너를 생각하면 (이주엽)
- 1989 작사, 작곡 - 은하수 저편에 / 못견디게 그리운 날 (홍서범)
- 1990 작사, 작곡 - 저 깊고 푸른 밤에 (조갑경)
- 1993 작사, 작곡 - 그해 겨울에는 (권인하)
- 1994 작곡       - 널 보고 있으면 (강산에)
- 1996 작사, 작곡 - 고호와 나 (민해경 Remember)
- 1997 작곡       - 그리움의 불꽃 / 바람의 노래 (조용필)
- 1998 작곡       - 기다리는 아픔 (조용필)
- 1999 작사, 작곡 - 천상재회 (최진희)
- 2003 작곡       - 새야 (전인권)
- 2007 작곡       - 천년동안 (헤라)
- 2007 작곡       - 행복할 수 있게 (박상민)
- 2022 작사, 작곡 - 사랑 너였니 / 가슴이 울어 [장민호 정규 2집] [ETERNAL(이터널)]
- 2023 작사, 작곡 - 꽃처럼 피던 시절 / 그때 우린 젊었다 [장민호 두번째 미니앨범] [에세이 ep.2]

## 수상

### 1988년
- KBS 가요대상 《작곡상》 (김종찬 - 사랑이 저만치 가네)